# دمیدن در باد
«دمیدن در باد» (به انگلیسی: Blowin' in the Wind) ترانه‌ای از باب دیلن موسیقی‌دان اهل ایالات متحده آمریکا است که سال ۱۹۶۳ میلادی به‌عنوان تک‌آهنگ و همچنین در آلبوم باب دیلن هرزگرد (The Freewheelin' Bob Dylan) منتشر شد. این اثر گرچه در نگاه نخست ترانه‌ای اعتراضی است، اما پرسش‌های بنیادی‌تری را پیرامون مفاهیمی همچون جنگ، صلح و آزادی پیش می‌کشد.
«دمیدن در باد» از آثار کلاسیک موسیقی فولک به‌شمار می‌رود؛ سال ۱۹۹۴ جایزه تالار مشاهیر گرمی را گرفت و سال ۲۰۰۴ از سوی مجلهٔ رولینگ استون در رتبهٔ چهاردهم «۵۰۰ ترانهٔ برتر تمام اعصار» جای گرفت.